# 11002 Richardlis
11002 Richardlis eller 1979 MD1 är en asteroid i huvudbältet som upptäcktes den 24 juni 1979 av de båda amerikanska astronomerna Eleanor F. Helin och Schelte J. Bus vid Palomarobservatoriet. Den är uppkallad efter Richard J. Lis.
Asteroiden har en diameter på ungefär 10 kilometer och den tillhör asteroidgruppen Eos.